# Léonce de Rostov
Léonce de Rostov (ou Leontius) est un évêque russo-grec qui est mort vers l'an 1077 à Rostov. Martyr chrétien, saint de l'Église catholique et orthodoxe, sa fête est commémorée le 23 mai.

## Biographie
D'origine grecque, il semble que Léonce soit originaire de Kiev puis ait exercé son ministère à Constantinople.
Léonce quitte la vie mondaine pour embrasser la vie monastique et vivre avec d'autres frères dans le monastère troglodytique de Kiev, le monastère des Grottes de Kiev. Il est le premier moine de ce laure à devenir évêque. En l'an 1051, il est nommé à la tête de l'éparchie de Rostov.
Il endure beaucoup d'humiliations et de vexations de la part des païens et est assassiné en 1077 au cours d'une révolte païenne contre la religion.
Dès sa mort, il est considéré comme un martyr et est canonisé par son lointain successeur Jean en 1190.
Son corps incorrompu est préservé dans la cathédrale de Rostov.